# Avontuur (Schiff)
Die Avontuur (niederländisch für Abenteuer) ist ein zweimastiger Gaffelschoner aus Stahl.

## Geschichte
Die Werft Otto Smith in Stadskanaal baute die am 16. April 1920 in Stadskanaal getaufte Avontuur als leichtes Frachtschiff für den Verkehr zur See, großteils entlang der Nordseeküste, und auf Binnengewässern. Als sich der Betrieb von Frachtseglern nach dem Zweiten Weltkrieg nicht mehr lohnte, wurde sie zur Beförderung von Passagieren zwischen den Westfriesischen Inseln und dem niederländischen Festland eingesetzt.
Im Herbst 2014 wurde das Schiff von der Timbercoast Pty. Ltd. mit Hauptsitz in Cairns übernommen und zum Timbercoast-Standort in Elsfleth gebracht. Dort wurde es bis 2015 für 1,4 Millionen Euro einer Generalreparatur unterzogen. Seitdem wird die Avontuur als Ausflugsschiff, als Segelschulschiff sowie versuchsweise als Frachtsegler zum Transport von fair gehandeltem Kaffee aus Honduras eingesetzt. Besonderes Augenmerk wird dabei auf einen nahezu emissionsfreien Betrieb gelegt.
Im Februar 2020 hat die Avontuur 16 Flüchtlinge vor den kanarischen Inseln von ihrem havarierten Boot gerettet. Deren Boot driftete ohne Antrieb Richtung Atlantik. Die Geretteten hatten zum Zeitpunkt der Sichtung durch die Avontuur weder Wasser noch Lebensmittel mehr an Bord.